# Hwacha (film)
Hwacha (화차?, 火車?, Hwach‘aMR; lett. "Carro di fuoco"), noto anche con il titolo internazionale in lingua inglese Helpless, è un film del 2012 scritto e diretto da Byun Young-joo.
L'opera è basata sul romanzo del 1992 Kasha (火車?) di Miyuki Miyabe, pubblicato in Italia da Fanucci nel 2008 con il titolo Il passato di Shoko.

## Trama
Pochi giorni prima delle nozze, il veterinario Jang Mun-ho decide di presentare ufficialmente la fidanzata Kang Seon-yeong ai genitori, e intraprende con lei un viaggio da Seul ad Andong. Dopo essersi brevemente fermato in un'area di servizio, scopre tuttavia che Seon-yeong è scomparsa, e, tornato a casa, di essere stato derubato della maggior parte dei suoi oggetti. Indagando, inizia a scoprire che in realtà il vero nome di Seon-yeong era Cha Gyeong-seon, che la donna assumeva l'identità di altre ragazze e che alle spalle aveva non solo problemi finanziari, ma anche l'omicidio di un'anziana, con lo scopo di ereditare il denaro proveniente dalla sua assicurazione sulla vita e contro gli infortuni.
Assistito dall'investigatore Kim Jong-geun, Jang Mun-ho scopre che Cha Gyeong-seon, sfruttando un suo precedente lavoro, era riuscita a diventare amica della reale Kang Seon-yeong e – sapendo che la donna era priva di parenti e conoscenti stretti – l'aveva uccisa per prenderne il posto; i due scoprono inoltre che Gyeong-seon aveva in mente un ulteriore omicidio, per cambiare nuovamente identità. Mun-ho confronta Gyeong-seon, chiedendogli se l'aveva mai amato; quest'ultima, in maniera fredda e distaccata, risponde tuttavia di no.
Mun-ho, essendo comunque ancora innamorato della ragazza, la spinge a fuggire e a vivere con la propria identità; nel frattempo, Jong-geun ha tuttavia chiamato ulteriori rinforzi e, dopo un breve inseguimento, Gyeong-seon risulta accerchiata. Per sfuggire all'arresto, e con il volto in lacrime, la giovane sceglie così di suicidarsi. Mun-ho, disperato, tenta il medesimo gesto, ma viene fermato da Jong-geun e dagli altri poliziotti accorsi sul luogo.

## Distribuzione
In Corea del Sud, Hwacha è stato distribuito a partire dall'8 marzo 2012 da CJ E&M.